# Jamiel Hasson
Pour les articles homonymes, voir Hasson.
Jamiel Hasson son vrai nom est  'Elias Amine El Khayatt'  est un acteur américain né le 3 juin 1901 à Zahle (au Liban) et mort le 23 janvier 1992.

## Filmographie
- 1929 : The One Woman Idea : Garde du corps
- 1929 : Behind That Curtain : Sahib Hana
- 1934 : Change of Heart : Homme à la fête de Greenwich Village
- 1934 : L'Espionne Fräulein Doktor (Stamboul Quest) : Aide
- 1934 : Student Tour : Policier indien
- 1935 : Les Trois Lanciers du Bengale (The Lives of a Bengal Lancer) : Officier indien
- 1936 : Sous deux drapeaux (Under Two Flags) : Officier de liaison arabe
- 1937 : The Sheik Steps Out : Kisub
- 1938 : Quatre Hommes et une prière (Four Men and a Prayer) de  John Ford : Interprete
- 1939 : Gunga Din de George Stevens : Chef des gangsters
- 1939 : La Mousson (The Rains Came) de Clarence Brown : Aide-de-Camp
- 1940 : Drums of Fu Manchu (en) : Chef de tribu, membre de Si-Fan
- 1941 : Raiders of the Desert (en) de John Rawlins : Le guerrier lanceur de couteaux
- 1941 : Outlaws of the Desert : Ali
- 1941 : Honolulu Lu : Sergent de police
- 1942 : En route vers le Maroc (Road to Morocco) de David Butler : L'aide de Kasim
- 1942 : Casablanca : Muezzini
- 1942 : Les Mille et une nuits (Arabian Nights) : Officier
- 1944 : Action in Arabia : Eben Kareem
- 1944 : The Desert Hawk (en)
- 1944 : Enter Arsene Lupin : Arabe
- 1945 : Un cœur aux enchères (Out of This World) : Arabian announcer
- 1945 : Week-end au Waldorf (Week-End at the Waldorf) : Domestique arabe
- 1945 : Pavillon noir (The Spanish Main) : Officer
- 1946 : Rio, rythme d'amour (The Thrill of Brazil) : Policier
- 1946 : Le Fil du rasoir (The Razor's Edge) : Homme
- 1947 : Ladies' Man (en) : Maharajah
- 1947 : Sinbad le marin (Sinbad the Sailor) : Officier de la garde